# Рехобот-Бич
Рехобот-Бич (англ. Rehoboth Beach) — город в округе Сассекс, Делавэр, США. Согласно переписи 2010 года, население составило 1327 жителей, снизившись на 11,2 % по сравнению с 2000 годом. По оценкам 2019 года — 1546 жителей (26-й по количеству жителей город штата). Входит в состав статистической территории Сифорд.
Рехобот-Бич является популярным местом отдыха, и в летний сезон отпусков его население в черте города превышает 25 000 человек, несколько тысяч человек пребывают в окрестностях города.

## История
В 1872 году преподобный Роберт Тодд, церкви Св. Павла в городе Уилмингтон, будучи очень слабым от нескольких недель лагерных встреч с проповедником (форма встречи с проповедником, при которой все ритуалы совершались на открытом воздухе, иногда под брезентовым тентом, натянутым на колья, в своего рода временном лагере-храме. Ранняя форма богослужения у переселенцев) посетил лагерь Океанская Роща («Ocean Grove Camp»), расположенный на берегу Джерси. Возвратясь в церковь Св. Павла, в значительной степени восстановив здоровье и дух, он рассказал о своём опыте в проповеди, используя слова: «И море изрекло».
Он был вдохновлён идеей создать христианский прибрежный курорт для жителей этого полуострова и прилегающих регионов, таким образом, данный курорт должен был располагаться на морском побережье где-то между мысом Хенлопен (Henlopen) в устье залива Делавэр и мысом Чарльз в устье Чесапикского залива. Преподобный Тодд знал, что несколько лет назад там пытались создать водопой около залива Рехобот, на месте где сейчас располагается пляж Дьюи (Dewey Beach), поэтому он начал искать землю в этом районе, которая была бы пригодна для этих целей.
Его одержимость желанием создать лагерь встреч и отдыха стала настолько сильной, что его мысли стали сном. Ему привиделось, что он «посетил» место, полностью подходящее для этих целей, которое впоследствии и было приобретено. Как ни странно, когда он фактически побывал на месте, топография, которую он увидел, соответствовала увиденному им во сне, хотя то место, что он увидел во сне, оказалось на одну милю севернее залива Рехобот.
Так 27 января 1873 года «Лагерь встреч с проповедниками объединённой методистской епископальной церкви в Рехобот-Бич» был учреждён с основной целью религиозных встреч в летние месяцы. Данные встречи послужили причиной создания города, который был заложен в форме веера с широкими улицами, парками и большими пространствами. Эти земельные наделы были записаны в Джорджтауне и тем самым ознаменовали рождение Рехобот-Бич. Название, конечно, было взято от залива Рехобот, который был назван так в XVII веке английским исследователем из колонии Вирджиния, который искал проход на запад. Неизвестный капитан, который обнаружил бухту, взял имя для неё из Библии, Бытие, XXVI: 22. (На иврите Рехобот означает — широкое место.)

## География
По данным Бюро переписи населения США, город имеет общую площадь 1,6 квадратных миль (4,1 км²), из которых 1,2 квадратных миль (3,1 км²) наземной территории и 0,5 квадратных миль (1,3 км²) его (28,48 %) водных территорий. Рехобот-Бич на востоке омывается Атлантическим океаном, с севера самоуправляющимся городским поселением «Земли Хенлопен» (Henlopen Acres), а на западе и юге территориями вне городской черты округа Сассекс (Sussex County). Так же к северу от Рехобут-Бич находится парк Cape Henlopen, на юге же находится город Дьюи-Бич (Dewey Beach).
| Расстояние до других населённых пунктов | Расстояние до других населённых пунктов | Расстояние до других населённых пунктов |
| --------------------------------------- | --------------------------------------- | --------------------------------------- |
| Нью-Йорк — 238 км                       | Лос-Анджелес — 3883 км                  | Чикаго — 1124 км                        |
| Хьюстон 2110 — км                       | Филадельфия 144 — км                    | Финикс — 3352 км                        |
| Сан-Антонио — 2385 км                   | Сан-Диего — 3821 км                     | Даллас — 2061 км                        |
| Сан-Хосе — 4058 км                      | Джэксонвилл — 1110 км                   | Индианаполис — 961 км                   |

## Демография
Численность населения в 2010 году в городе Рехобот-Бич составляла 1327 человек, что на 11,2 % меньше, чем население данного города в 2000 году, которое тогда составляло 1495 человек.
Количество мужчин проживающих в городе составляет 685 человек (51,6 %), женщин 642 (48,4 %). Средний возраст жителя города Рехобот-Бич составляет 59,1 год.
Приблизительный средний доход домашнего хозяйства в 2009 году составлял $66 844 (в 2000 году он составлял $51 429).
Приблизительный доход на душу населения в 2009 составлял $67 715.
В основном население города представлено белыми американцами, но так же в незначительной степени в городе проживают испанцы, азиаты и афроамериканцы.
| Население Рехобот-Бич                     | Население Рехобот-Бич |
| ----------------------------------------- | --------------------- |
| Белые                                     | 1257 (94,7 %)         |
| Испанцы                                   | 48 (3,6 %)            |
| Азиаты                                    | 9 (0,7 %)             |
| Негры                                     | 7 (0,5 %)             |
| Индейцы                                   | 3 (0,2 %)             |
| Люди, причисляющие себя к 2 и более расам | 3 (0,2 %)             |

Предки: англичане (28,7 %), ирландцы (23,7 %), немцы (17,3 %), итальянцы (6,5 %), жители США (5,3 %), поляки (5,2 %).
Согласно статистике, жители Рехобот-Бич 25 лет и старше окончили:
- Средняя школа: 91,3 %
- Степень бакалавра: 44,0 %
- Высшее или профессиональное образование: 22,2 %

Безработица на 2012 год составляет 7,5 % (В штате Делавэр — 7,1 %) от общего числа населения. что является достаточно большим показателем для данного города в последние 12 лет так как с 2000 до 2007 года безработица колебалась в пределах 3,2 % — 3,7 % после чего наблюдался большой скачок до цифры 7,9 в 2010 году и спад до 7,3 % в 2011 году.

## Факты
- Является своего рода столицей сексуальных меньшинств на восточном побережье США.
- Примечателен этот городок тем, что летом туда приезжает большое количество студентов из стран СНГ и Европы по программе обмена студентами Work and Travel USA. Русскоговорящими в эти три летних месяца в этом городе являются практически все официанты, продавцы мороженого, хаускиперы, продавцы в бутиках и супермаркетах, работники в парках аттракционов. Начинается это в середине мая и длится до конца сентября.
- В летний период 3 церкви расположенные в городе Рехобот-Бич и 1 церковь в городе Леуэс проводят благотворительные обеды специально для иностранных студентов, где не только кормят, но и раздают велосипеды, велосипедные шлемы (так как большинство студентов ездит на работу на велосипедах).
- Именно в этом городе 18 июня 2022 года Джо Байден упал с велосипеда.